# Segelfluggelände Meiersberg

i7
i11
i13

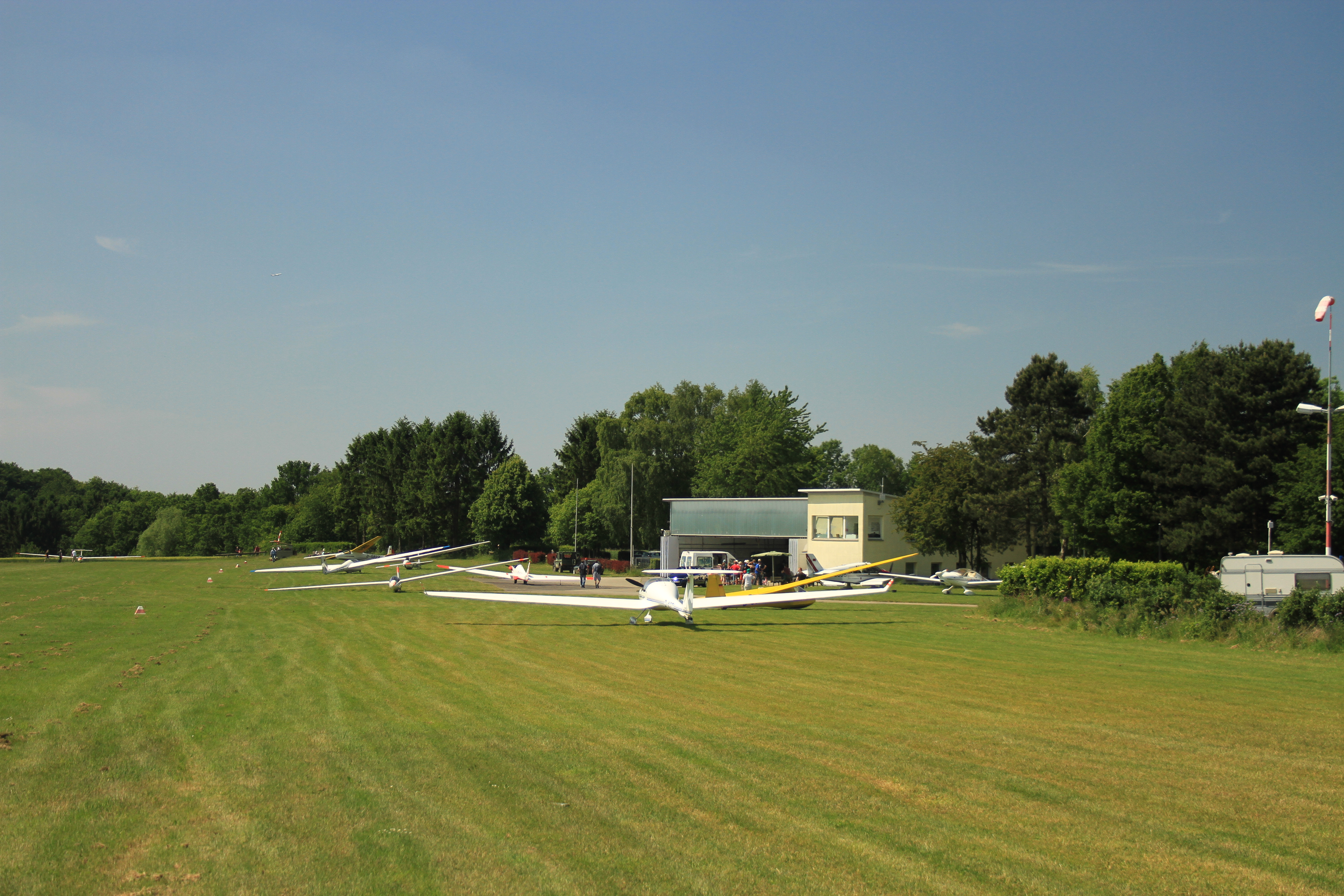
Blick auf Halle 1 Meiersberg (2015)

Das Segelfluggelände Meiersberg liegt drei Kilometer südlich von Heiligenhaus im Kreis Mettmann.

## Flugbetrieb
Die Piste (Grasbahn) dient dem Motor-, Kunst- und besonders dem Segelflugbetrieb der örtlichen Luftsportvereine.
Das Segelfluggelände ist zugelassen für Segelflugzeuge, Motorsegler, Ultraleichtflugzeuge und Heißluftballone. Der Start von Segelflugzeugen erfolgt per Windenstart oder Flugzeugschlepp.
Es existiert eine Tankstelle, die für den Flugbetrieb verschiedene Kraftstoffarten bereitstellt.

### Flugbetriebsfläche
Die Start- und Landebahn 12/30 ist 970 Meter lang und 30 Meter breit. Das Segelfluggelände hat keine Rollfläche für Motorflugzeuge. Um zum Startpunkt der Piste 30 zu gelangen, müssen die Flugzeuge auf der Start- und Landebahn zurück rollen.

### Vereine am Segelfluggelände
- Sportflug Niederberg e. V.
- AeroClub Ratingen e. V.

## Sonstiges

### Lufträume
Das Segelfluggelände Meiersberg ist durch seine nahe Lage zum Düsseldorfer Flughafen und der dazugehörigen Kontrollzone in Richtung Nordwesten und Norden stark eingeschränkt.
Die Restriktion führt nicht nur zu einer räumlichen Abgrenzung in Richtung Norden und Nordwesten, sondern auch zu einer Höhenbeschränkung des Luftraums 2500 Fuß (762 Meter) durch den darüber liegenden Luftraum C. Jedoch kann auf Anfrage der Segelflugsektor Düsseldorf Ost aktiviert werden, der von der Flugsicherung Langen meist mit 4500 Fuß (1371 Meter) freigegeben wird. Um den Anflug aus der Motorflugplatzrunde in Landerichtung 12 zu erleichtern, kann auf Anfrage beim Kontrollturm Düsseldorf ein Gebiet der Kontrollzone Düsseldorf entnommen und von den Piloten am Segelfluggelände Meiersberg genutzt werden.

### Film-Drehort
Der deutsche Spielfilm Grüner wird’s nicht, sagte der Gärtner und flog davon wurde teilweise auf dem Segelfluggelände Meiersberg gedreht. Meiersberg wird dabei jedoch nicht namentlich erwähnt, sondern dient als Kulisse für eine Wiese in der Nähe eines kleinen Schlosses bei Düsseldorf, auf der der Protagonist mit seinem Flugzeug landet. In einer weiteren Szene suchen die Protagonisten mit ihrem Flugzeug Schutz vor einem Regenschauer, auch diese Wiese ist Teil des Segelfluggeländes.
Dazu wurde vor allem das unbebaute Ende an der Startstelle 30 genutzt. Eine der Flugzeughallen wurde außerdem mit einem Blue Screen ausgestattet, um Aufnahmen nachträglich mit einem anderen Hintergrund ausstatten zu können.
Im Spielfilm sind weiterhin viele markante Landschaftsmerkmale aus der näheren Umgebung des Segelfluggeländes zu erkennen, die vom Protagonisten auf seiner Reise überflogen werden, darunter einige Talsperren im Bergischen Land, die Stadt Köln, sowie das Braunkohlekraftwerk Niederaußem.

## Zwischenfälle
- 1964 stürzte eine am Segelfluggelände Meiersberg stationierte Bölkow 207 am Teutoburger Wald ab, wobei keiner der vier Insassen überlebte.
- Am 17. Juni 1986 verunglückte eine Fournier RF 4 (Kennzeichen D-KAQA) beim Landeanflug, wurde dabei völlig zerstört und der Pilot kam ums Leben.
- Am 14. April 2007 verfing sich das Schleppseil einer Robin DR400/180R beim Landeanflug an einem abgestellten Segelflugzeug, wodurch dessen Höhenleitwerk schwer beschädigt wurde. Es entstand kein Personenschaden[6]:3
- Am 20. April 2014 setzte ein Motorsegler Glaser-Dirks DG 400 bei der Landung einseitig hart auf, wobei es einen Ringelpiez vollführte, bei dem die Rumpfröhre brach. Der Pilot blieb unverletzt.[7]:14